# Legyesbénye
Legyesbénye község Borsod-Abaúj-Zemplén vármegyében, a Szerencsi járásban.

## Fekvése
A Zempléni-hegység délnyugati vége közelében helyezkedik el, a Fúló-hegy lábainál, a megyeszékhely Miskolctól közúton 32 kilométerre keletre. Kelet felől teljesen összenőtt Bekecs községgel, ezen kívül csak két másik települési szomszédja van: nyugat felől Megyaszó, észak felől pedig Monok. Dél felől a legközelebbi község Taktaszada, délnyugat felől pedig a Gesztelyhez tartozó Újharangod, de közigazgatásilag egyikkel sem határos.

### Megközelítése
Csak közúton érhető el, Megyaszó vagy Bekecs érintésével, a 3702-es úton – mely végighúzódik a központján, annak főutcájaként –, bár a belterületének déli szélét érinti még a 3611-es, keleti szélét pedig a 3711-es út is. Az ország távolabbi részei felől a legegyszerűbben a 37-es főúton közelíthető meg, a taktaharkányi csomópontban észak felé letérve a 3611-es útra.

## Története
A középkorban az Aba nemzetség ősi javai közé tartozott a vidék, már a Névtelen Jegyző is említi az Abák Taktamelléki birtokait. A pápai tizedlajstromokban (1332-1337) említik először, Begna néven. 1374-ben Egyházasbénye, majd Albénye néven örökítették meg nevét az oklevelek kiállítói. A 14. században az Aba nemzetség bodrogkeresztúri ágazata volt Bénye tulajdonosa, amikor külön Al- és Felbénye néven ismerték.
Zsigmond király 1428. december hó 12-én Temesvárott kelt adománylevelében Bényét a Palaghy és Kelecsényi családoknak adományozta. 1429-ben beiktatták az új tulajdonosokat a nekik adományozott részekre. Szabados jog alapján azonban a községnek nemes birtokosai voltak, tehát a beiktatásnak ellentmondtak. 1522-ben beiktatták a község birtokába királyi adomány alapján Csillag Istvánt és Thoma Ferencet.
1567-ben a község is osztozott a Hegyalja siralmas sorsában, amikor a többi községgel együtt ezt a települést is elpusztították a törökök. Rákóczi Zsigmond a községet a szerencsi vár kapitányának, Békési Jánosnak adományozta, aki ezután cselédeivel és háza népével ideköltözött. A háborús időkben erősen megfogyott lakosság számát az új tulajdonos növelni akarta, és mivelhogy  leleszi születésű volt, szülőfalujából, Leleszről telepített ide egyes családokat, ezzel új lakókat telepített az elnéptelenedett faluba.
A 17. században a Rákócziak, valamint a Szemere család birtoka volt az akkor (s még a 18. században is) Mezőbénye néven szereplő település. A 17. század derekán a törökök ismét végigpusztították a községet: a lakosok közül sokat megöltek, sokat rabszíjra fűztek, állataikat pedig mind elhajtották.
1711-ben a többi Rákóczi-birtokkal együtt a települést is elkobozták, a kincstár tulajdonába ment át a már községből pusztává néptelenedett falu. 1747-ben III. Ferdinánd király a községet ököljoggal I. Rákóczi Györgynek és feleségének, Lorántffy Zsuzsannának adományozta. A 18. század birtokosainak buzgalma folytán lassanként újra benépesült, míg azután új községgé alakult át.
Plébániája már a 14. században fennállott, valamint temploma is, amit az Egyházasbénye elnevezés is igazol. 1902-ben, Jézus szent szívének tiszteletére épült a község most fennálló római katolikus temploma, melynek belsejét 2000-ben felújították, így a megyei egyik legszebb vidéki templom lett. A református temploma a 18. század elején épült.
A második világháborút a település viszonylag nagyobb károk nélkül megúszta, nem okozott olyan súlyos károkat, mint néhány más településen. Épületek megsérültek, sok esetben bombatalálat, illetve ágyúlövedékek találata nyomán.
1952-től a mozi is működött a községben, először a Zalay-kastély egy részében, majd a Kultúrházban 1987-ig. 1959-60 között épült a mai felső tagozat épülete, az új iskola, addig a gyerekek három különálló épületben tanultak, a görög iskola, a katolikus iskola és a református iskola épületében. 1970-től önálló orvosi rendelő és postahivatal is működik a településen. 1978-ban kezdett el üzemelni a vezetékes ivóvízhálózat. Új intézmények is létrejöttek, mint pl. a csecsemőgondozó, a könyvtár, vagy a múzeum. 1999-ben létrehozták a „Legyesbényéért Közalapítványt”. 2001-ben került kiépítésre a földgázvezeték.

## Közélete

### Polgármesterei
- 1990–1994: Molnár Lajos (független)[3]
- 1994–1998: Gyurán Józsefné (független)[4]
- 1998–2002: Hlivják László (független)[5]
- 2002–2006: Hlivják László (független)[6]
- 2006–2010: Hlivják László (független)[7]
- 2010–2014: Hlivják László (független)[8]
- 2014–2019: Hlivják László (független)[9]
- 2019–2024: Lengyelné dr. Bús Zita (független)[10]
- 2024– : Lengyelné dr. Bús Zita (független)[1]

## Népesség
A település népességének változása:
| Lakosok száma | 1538 | 1524 | 1504 | 1389 | 1387 | 1396 | 1387 |
|               | 2013 | 2014 | 2015 | 2021 | 2022 | 2023 | 2024 |

2001-ben a település lakosságának 99%-a magyar, 1%-a cigány nemzetiségűnek vallotta magát.
A 2011-es népszámlálás során a lakosok 93,3%-a magyarnak, 2,1% cigánynak mondta magát (6,7% nem nyilatkozott; a kettős identitások miatt a végösszeg nagyobb lehet 100%-nál). A vallási megoszlás a következő volt: római katolikus 39,1%, református 28,9%, görögkatolikus 8,1%, evangélikus 0,2%, felekezeten kívüli 3,2% (19,6% nem válaszolt).
2022-ben a lakosság 93%-a vallotta magát magyarnak, 1,3% cigánynak, 0,4% németnek, 0,1-0,1% ukránnak, horvátnak, örménynek és szerbnek, 2% egyéb, nem hazai nemzetiségűnek (7% nem nyilatkozott; a kettős identitások miatt a végösszeg nagyobb lehet 100%-nál). Vallásuk szerint 27,3% volt római katolikus, 22% református, 7,3% görög katolikus, 0,4% egyéb keresztény, 0,1% evangélikus, 0,1% ortodox, 7,6% felekezeten kívüli (34,5% nem válaszolt).

## Látnivalók
- Római katolikus templom. Jézus Szent Szíve tiszteletére felszentelt. 1902-ben épült.
- Református templom. A 18. század elején épült.
- Millenniumi emlékmű. 2006-ban avatták fel.
- Községi Borház. 2007. szeptember 1-jén adták át.
- Fúló-hegyi barlang
- Helytörténeti Múzeum
- Kőkönyvtár

## Környező települések
Bekecs Legyesbényével összeépülve, Megyaszó 10 km-re, Monok 7 km-re. A legközelebbi város: Szerencs, kb. 5 km-re.

## Közlekedése
Megközelíthető Miskolc és Szerencs irányából a Volánbusz 3730-as és 3860-as járatával.